# Harvey M. Vaile Mansion
Das Harvey M. Vaile Mansion ist ein lokal bedeutendes Beispiel eines Bauwerks der Second-Empire-Architektur in Independence, Missouri. Das 1881 in 1500 North Liberty Street für den Geschäftsmann Harvey M. Vaile gebaute Haus wurde 1969 in das National Register of Historic Places aufgenommen und ist für die Öffentlichkeit als Museum zugänglich.

## Geschichte
Errichtet wurde das Haus für Colonel Harvey Merrick Vaile und dessen Frau Sophia. Vaile wurde 1831 in Vermont geboren und machte seinen Juraabschluss an der University of Louisville, bevor er 1859 nach Kansas City zog, bis er sich schließlich 1870 in Independence niederließ. Vaile war ein starker Unterstützer der Abschaffung der Sklaverei und einer der Gründer der Republikanischen Partei im Jackson County. Vaile baute sein Vermögen durch Investition in verschiedene Geschäftsaktivitäten auf, hauptsächlich im Zusammenhang mit dem Bau des Erie Canal; er war auch Teilhaber und Betreiber der Star Mail Routes, und hielt eine Lizenz für die Route nach Santa Fe. Vaile war eine prominente Figur unter den Geschäftsleuten in Independence und wünschte eine „herrliche Residenz“ als Ausdruck seines Wohlstands. Baubeginn war um 1871 und 1881 war das Haus zu Kosten von 150.000 US-Dollar (in heutigen Preisen: 4.749.000 US-Dollar) fertiggestellt. Das Vaile Mansion wurde rasch zum Dreh- und Angelpunkt des sozialen Lebens im Jackson County, und in den 1880er und 1890er Jahren waren zahlreiche Senatoren und Kongressabgeordnete hier zu Gast.
Zu Beginn der 1880er Jahre war Vaile verwickelt in den Star Route Scandal. In zwei Verfahren wurde Vaile des Betrugs an der Regierung angeklagt, doch in beiden Fällen hieß das Verdikt „nichtschuldig“. Allerdings hatte Vaile über 100.000 US-Dollar für seine Verteidigung ausgegeben. Im Februar 1883 wurde seine Frau, während er wegen einer Reise abwesend war, mit einer Überdosis Morphium tot aufgefunden. Bei Sophia Vaile war zuvor Magenkrebs diagnostiziert worden, weswegen man von Suizid ausging. Vaile wohnte bis zu seinem Tod 1895 in dem Haus. Sofort danach begannen die Erben einen Rechtsstreit um das Eigentum, der fünf Jahre andauerte.
Während der folgenden Jahrzehnte wechselte das Haus mehrfach den Eigentümer; ab 1908 wurde es als Sanatorium genutzt und später ließ es Carey May Carroll in ein Pflegeheim umbauen und nutzte es zum Abfüllen von Mineralwasser für die „Vaile Pure Water Co.“ Nach dem Tod von Carroll wurde das vom Abriss bedrohte Herrenhaus von Roger und Mary Mildred DeWitt gekauft, die mit Reparaturen begannen; 1983 wurde es durch Schenkung von Mrs. Dewitt durch die Stadtverwaltung erworben und über mehrere Jahre hinweg rekonstruiert. Das Harvey M. Vaile Mansion ist nun ein von der 1983 durch Bewohner der Stadt gegründeten gemeinnützigen Vaile Victorian Society betriebenes historisches Hausmuseum.

## Beschreibung
Das Harvey M. Vaile Mansion wurde entworfen durch den Architekten Asa Beebe Cross (1826–1894) aus Kansas City. Der Entwurf im Stil des Second Empire war offenbar beeinflusst durch ein großes Haus, das Vaile und seine Frau in der Normandie gesehen hatten. Das zweieinhalbstöckige symmetrische Bauwerk wird überragt durch den zentral angeordneten dreistöckigen Turm und wurde aus handgefertigten Backsteinen gemauert (die für 50.000 US-Dollar angeschafft wurden). Das Bauwerk hat eine sorgfältig herausgearbeitete einstöckige Veranda, Verzierungen aus Kalkstein, mit Kragsteinen versehene Gesimse, mit Dachgauben versehenes Mansarddach und verschiedenfarbige Dachplatten aus Schiefer. Der Reichtum an Ornamenten, mit denen das Haus versehen ist, steht beispielhaft für den viktorianischen Geschmack, keine Fläche unangetastet zu lassen. Die hohen, schmalen Fenster und das doppelte Mansarddach des zentral angelegten Turms betonen dabei den starken Sinn für die Vertikalität der Fassade.
Zum Zeitpunkt seiner Fertigstellung war das Vaile Mansion, einem Reporter der Kansas City Times 1882 zufolge, das „teuerste und komfortabelste Haus im gesamten Westen“. Es hat 31 Räume mit 14 Fuß hohen Decken, die von französischen, deutschen und italienischen Künstlern verziert wurden. Die ursprünglichen Möbel wurden versteigert, als das Anwesen von der Familie Vaile verkauft wurde (die heutige Ausstattung des Hauses ließ die Vaile Victorian Society nach 1983 anfertigen); allerdings sind die Malereien im Innern des Gebäudes noch genauso erhalten wie die neun offenen Kamine aus Marmor, die seinerzeit für 1500 US-Dollar das Stück angeschafft wurden, sowie zwei der drei originalen Kronleuchter, die ursprünglich für das Weiße Haus bestimmt waren. Harvey Vaile konnte diese für 800 US-Dollar kaufen, weil diese Mängel aufwiesen. Zu den modernsten Annehmlichkeiten, mit denen das Haus jenerzeit ausgestattet war, gehörten Sprechrohre, Gasoliers, fließendes Kalt- und Warmwasser und Toiletten mit Spülung; ausgestattet mit einem 6000-Gallonen-Wassertank war das Vaile Mansion das erste Haus im Jackson County mit Leitungsinstallation.
Das Herrenhaus war ursprünglich umgeben von einem 630 Acre großen Landsitz (von dem nur noch 5,6 Acre übrig sind), zu dem ein Weinberg und eine Apfelplantage gehörten. Vaile hatte eine Anlage zu Verarbeitung von Trauben zu Wein auf seinem Anwesen, und sein Weinkeller hatte eine Kapazität von 48.000 Gallonen.

## Galerie
| Bilder aus dem Historic American Buildings Survey (Jack Boucher, April/May 1986) - Südliche Fassade - Turm - Innenansicht mit einem der neun offenen Kamine aus Marmor (Ostsalon, erster Stock) - Detail des Treppenhauses und der Eingangshalle |
| --- |

## Belege
1. 1 2 3 4 5 6 7 8  Kent Burgess:  The Vaile Mansion ~ Part One In: The Inter-City News, 19. Februar 2015. Abgerufen am 27. November 2016 (englisch).
2. 1 2 3  Jonas Weir: Victorian Wonderland. In: MissouriLife. 2. Dezember 2015, archiviert vom Original am 3. Dezember 2016; abgerufen am 27. November 2016 (englisch).  Info: Der Archivlink wurde automatisch eingesetzt und noch nicht geprüft. Bitte prüfe Original- und Archivlink gemäß Anleitung und entferne dann diesen Hinweis.
3. 1 2 3 4 5 6 7 8 9 10 11 12  M. Patricia Holmes: National Register of Historic Places Inventory – Nomination Form. (PDF) National Park Service, United States Department of the Interior, 9. Juni 1969, abgerufen am 27. November 2016 (englisch).
4. ↑  Steve Walker, Liz Smith, Sarah Smarsh:  Wedding Vaile. Mansion shows Victorian dresses In: The Pitch, 8. Mai 2003. Abgerufen am 27. November 2016 (englisch).
5. 1 2 3 4 5  Caroline Dohack-McCrary:  Anatomy of an Estate. Indulge in Victorian-era splendor exploring one of Missouri’s castles In: Columbia Daily Tribune, 21. Februar 2010. Abgerufen am 27. November 2016 (englisch).
6. ↑  David W. Jackson:  Springs brought pioneers. Why isn’t Independence closer to the river? In: The Examiner, 21. Juni 2008. Abgerufen am 27. November 2016 (englisch).
7. ↑  Robert Buerglener: Historic American Buildings Survey – Harvey M. Vaile Mansion. (PDF) National Park Service, United States Department of the Interior, 14. Juli 1988, abgerufen am 27. November 2016 (englisch).
8. 1 2  Vaile Mansion. The Vaile Victorian Society, abgerufen am 27. November 2016 (englisch).
9. ↑  Asa Beebe Cross. (PDF) State Historical Society of Missouri, archiviert vom Original am 21. Juli 2016; abgerufen am 27. November 2016 (englisch).  Info: Der Archivlink wurde automatisch eingesetzt und noch nicht geprüft. Bitte prüfe Original- und Archivlink gemäß Anleitung und entferne dann diesen Hinweis.
10. 1 2 3 4  Vaile Mansion. In: SAH Archipedia. Archiviert vom Original am 29. November 2016; abgerufen am 27. November 2016 (englisch).  Info: Der Archivlink wurde automatisch eingesetzt und noch nicht geprüft. Bitte prüfe Original- und Archivlink gemäß Anleitung und entferne dann diesen Hinweis.
11. 1 2 3  A Man and His Mansion. The Vaile Victorian Society, abgerufen am 27. November 2016 (englisch).